# Xã Fayette, Quận Lawrence, Ohio
Xã Fayette (tiếng Anh: Fayette Township) là một xã thuộc quận Lawrence, tiểu bang Ohio, Hoa Kỳ. Năm 2010, dân số của xã này là 9.194 người.